# Твікенгем
Твікенгем (англ. Twickenham) — західне передмістя Лондона, що виросло з села Твікенгем. 

## Історія

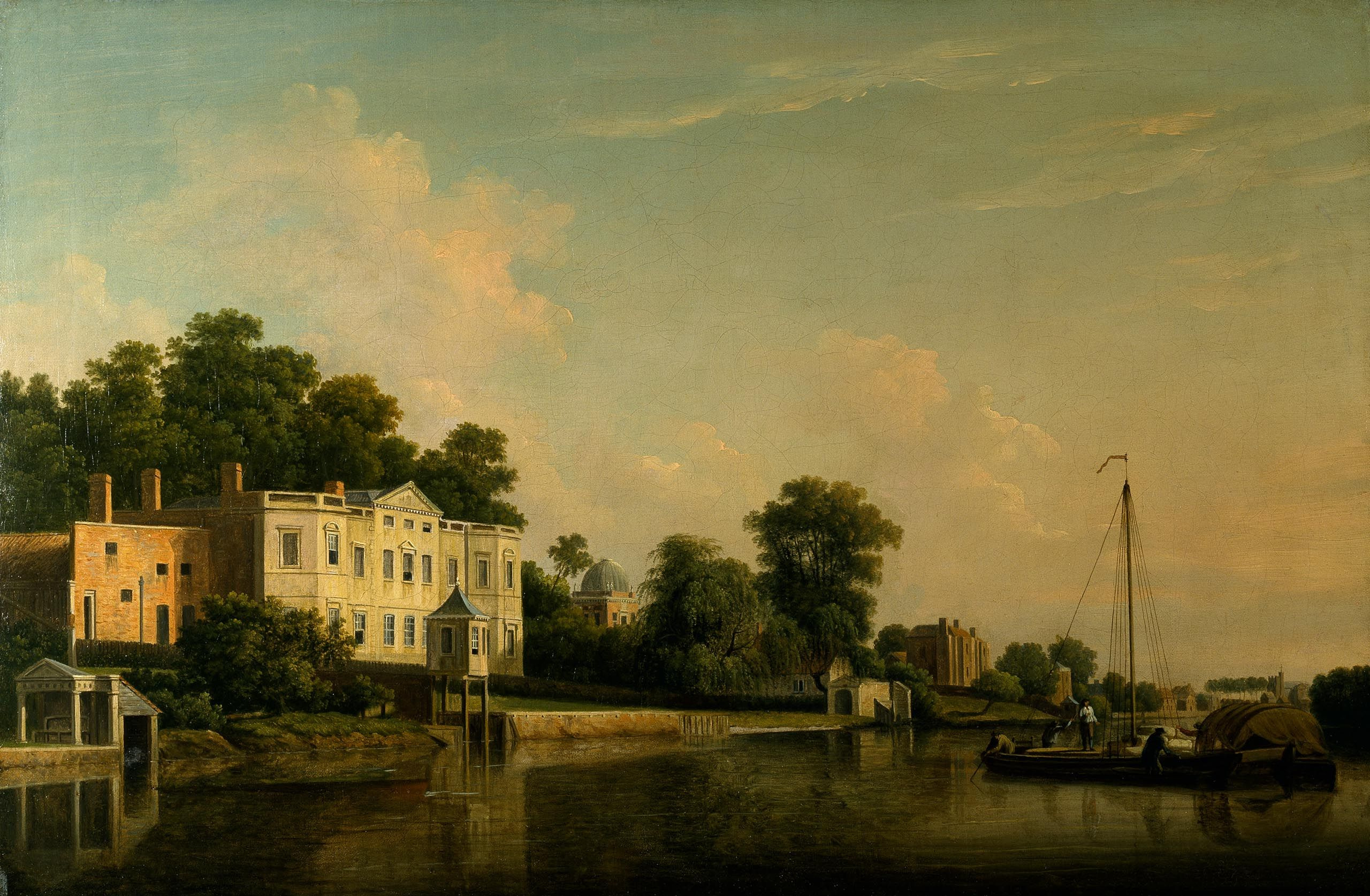
Заміське помешкання поета Олександра Поупа, бл. 1759 р.

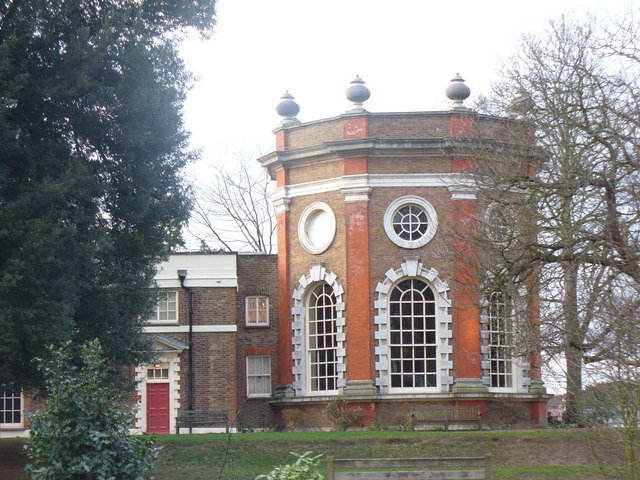
Історична споруда Орлеан Наус галлери доби бароко, використовується для виставок

Перша згадка про тутешнє поселення датована 704 роком. 
Село Твікенгем було розташоване на захід від великого Лондона уверх за річкою Темзою. Місцевість була сприятливою для риболовлі, суднобудування та торгівлі. В 17 столітті тут налагодили незаконну діяльність порома за платню.
В 17 столітті передмістя сподобалось частині британських вельмож і тут виникають декілька багатих садиб і вілл. Тут мешкали граф Кларендон та Френсіс Бекон. Кларендон мешкав в будинку Йорк-гаус, вибудованому у 1633 році. Палацова споруда збережена, нині в ній розташоване бюро Річмонд-апон-Темз. Сусідньою садибою біля Твікенгема була садиба Стробері-гілл, що належала синові британського прем'єр-міністра Волпола — письменнику, політику, колекціонеру та історику мистецтва Горасу Волполу. До Твікенгему перебрався англійський художник-портретист Томас Хадсон, коли заробив грошей і відійшов від художньої праці. 
1713 року тут обвалилась нава старої церкви Діви Марії. Споруду храму перебудував в неокласичному стилі місцевий архітектор  Джон Джеймс. В 18 столітті розпочалося виробництво пороху для потреб вояків. Одним із промислових центрів виробництва пороху і був Твікенем. Мала освіта робітників і недотримання умов виробничої безпеки привели до низки вибухів та загибелі робітників. Вибухи були такої сили, що їх відчували в місцевих церквах і будинках 1758 та 1774 років. 1772 року вибухнули три місцеві млини. Промислові млини тим не менше використовували тут до 1927 року, коли промислові заклади перемістили в нові райони. Більша частина вивільненої території віддана під Крейн-парк (Crane Park).
На розвиток передмістя вплинула мережа нових доріг в 19 ст. 1894 року була створена  Твікенемська міська рада. 1902 року  передмістя отримало електропостачання, а 1903 року Твікенем був поєднаний з Лондоном трамваєм.
Історичні джерела свідчать про значне збільшення мешканців Твікенема в період 1881—1961 років. З 1965 року Твікенем поєднаний з Великим Лондоном. Тут розташовані Університетський коледж Св. Марії та Королівська (тобто державна) Військова школа музики, Твікенемський стадіон тощо.

## Галерея фото

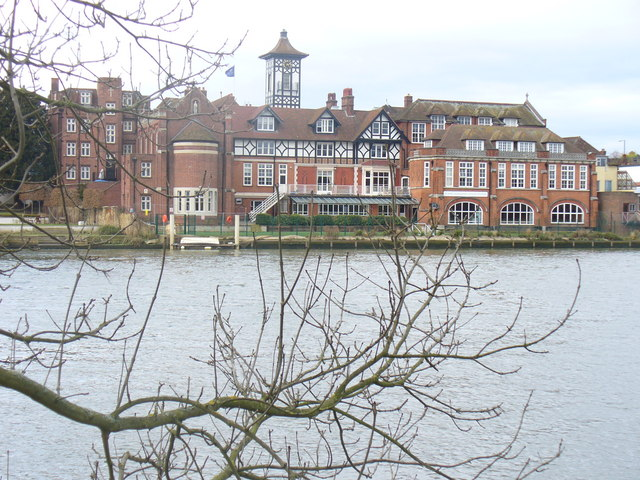
Кросс Дир, Незалежна школа Сент-Джеймс, Твікенем, фото 2009 року.
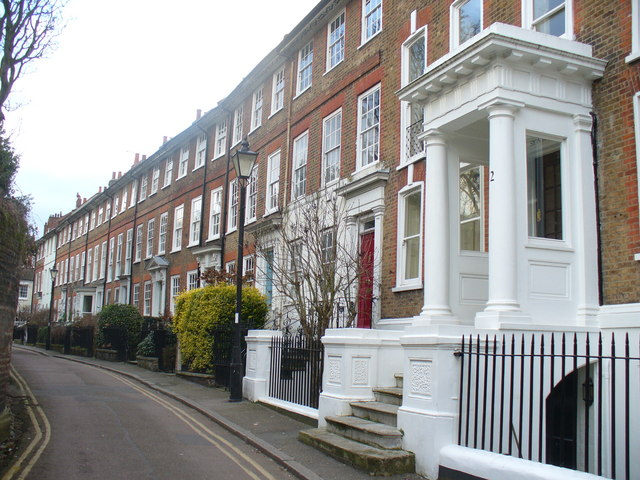
Сіон роад, фото 2009 року.
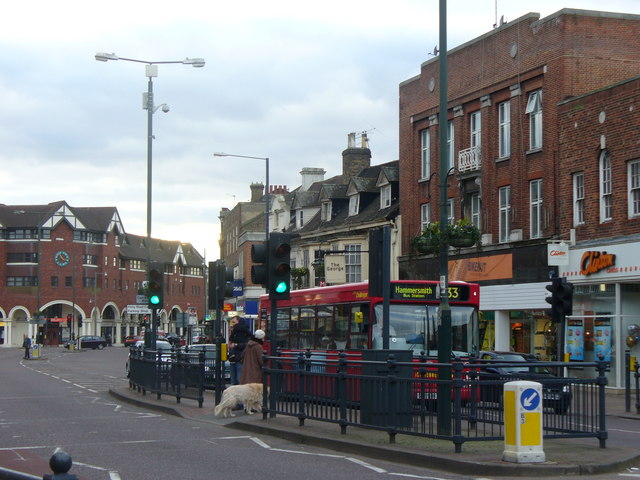
Кінг стріт, фото 2009 року.
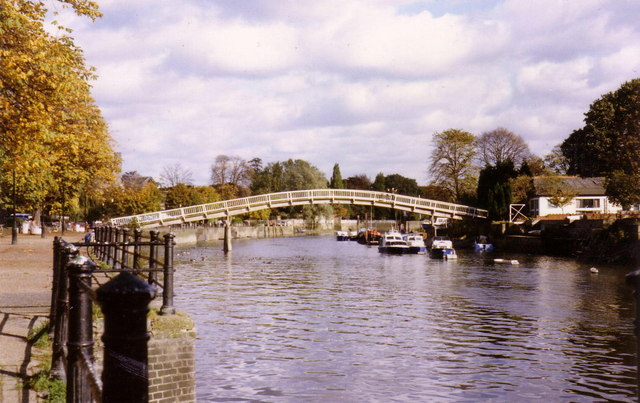
Пішохідний міст на острів Рі Айленд, фото 1986 року.
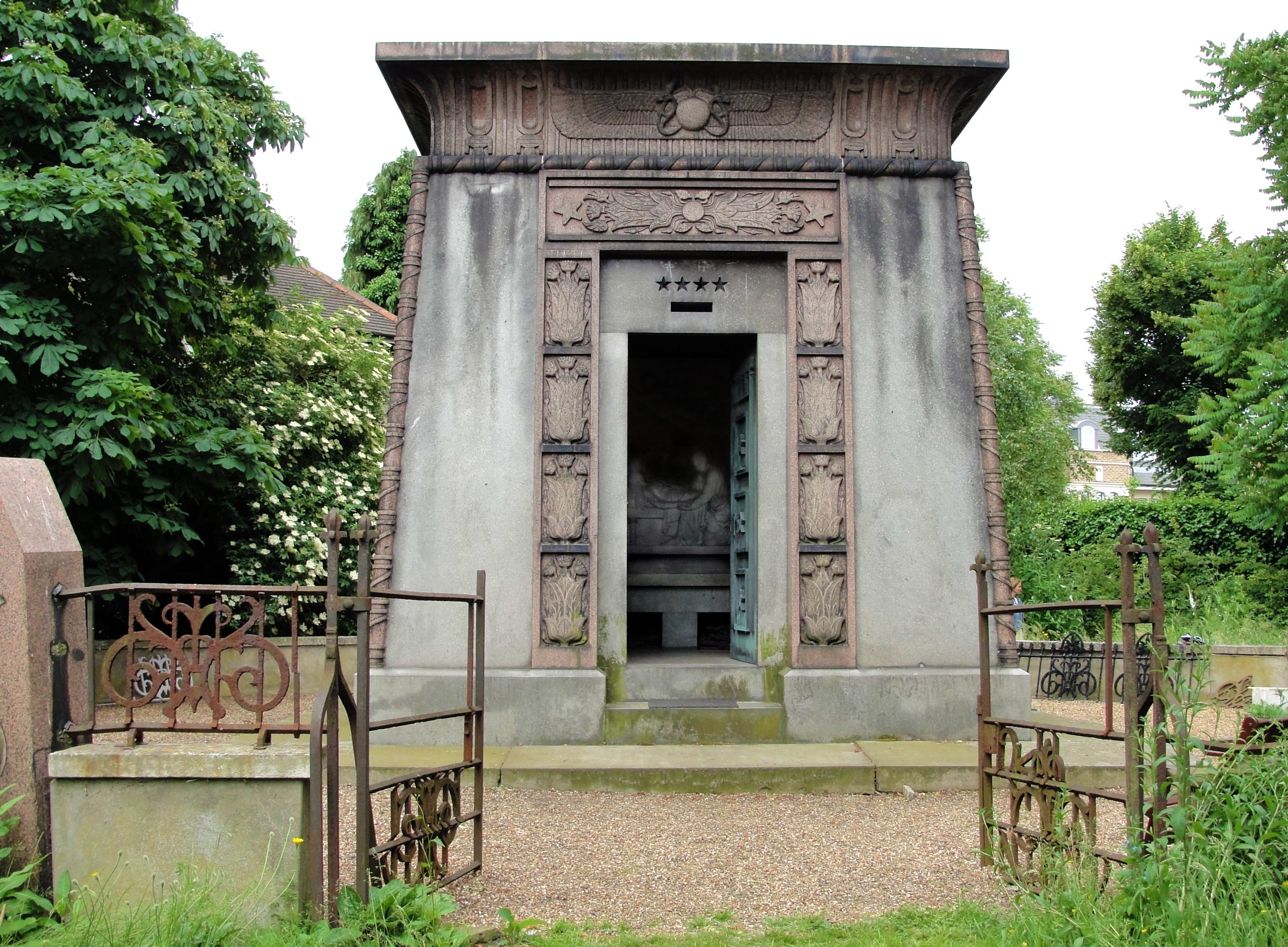
Мавзолей Кілмори
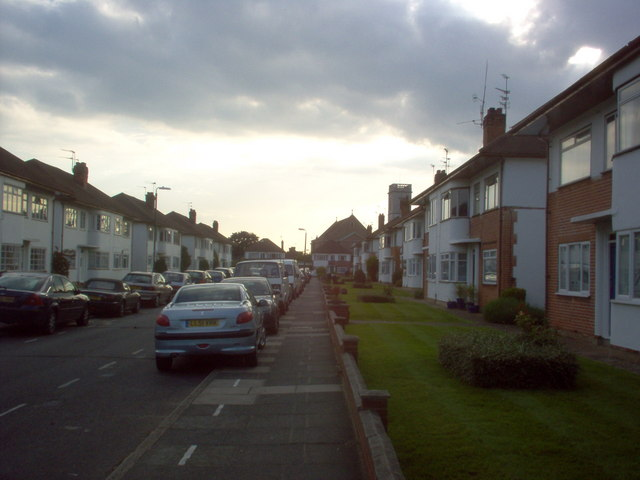
Фолвуд Гарденз, фото 2006 року
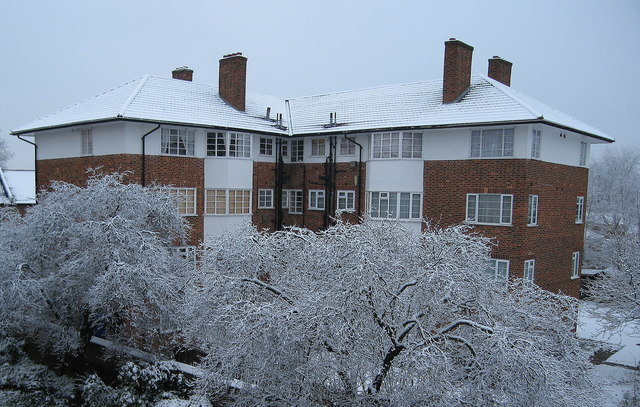
Волпол Корт взимку.
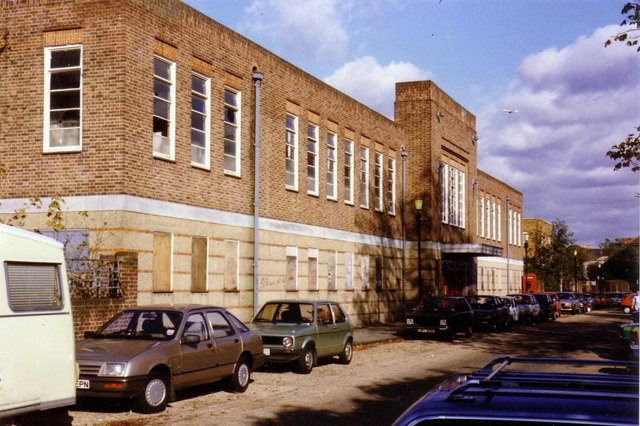
Твікенемські бані.